# Lars Börgeling
Lars Börgeling, född den 16 april 1979 i Neuss, är en tysk friidrottare som tävlar i stavhopp.
Börgeling deltog vid junior-VM 1998 där han blev silvermedaljör i stavhopp. Som senior blev han bronsmedaljör vid inomhus-EM 2002 och silvermedaljör vid utomhus-EM samma år.
Förutom framgångarna 2002 deltog han vid Olympiska sommarspelen 2004 i Aten där han slutade sexa.

## Personliga rekord
- Stavhopp  - 5,85 meter